# 大野徳孝

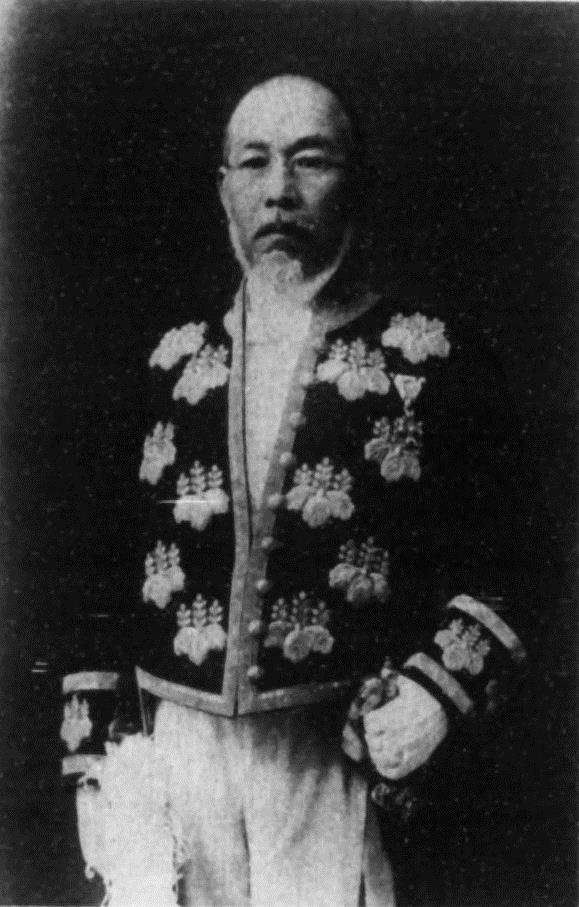
大野徳孝（『乗鷹存稿』）

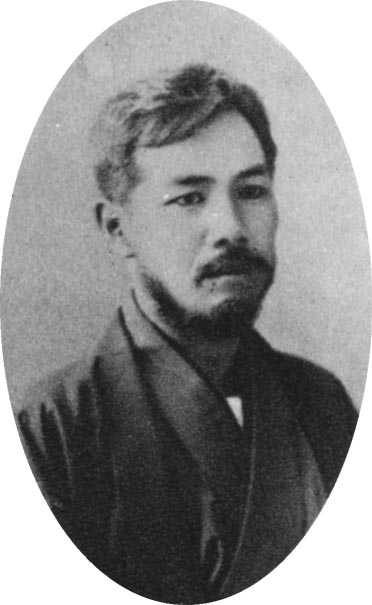
大野徳孝

大野 徳孝（おおの のりたか、嘉永4年12月18日（1852年1月9日） - 1931年（昭和6年）2月15日）は戦前日本の教育者。三重県師範学校校長、第三高等学校教授、高知県立第一中学校校長。旧桑名藩士。幼名は滋三郎。王陽明に私淑し、王乗鷹と号した。従四位勲四等。

## 経歴
嘉永4年12月18日（1852年）、桑名藩士関根勇右衛門の三男に生まれ、同藩士大野竜平の養子となった。藩校立教館に学び、明治維新後東京に出て、安井息軒家塾で漢学を学び、また藩主松平定教と共に加藤桜老に英語、数学を学んだ。
明治8年（1875年）3月東京師範学校小学師範学科を卒業、大阪師範学校一等訓導を経て、明治10年（1877年）、華族学校創立に当たり教授兼主事となった。
明治12年（1879年）大阪専門学校に転任し、修身、漢文を教えた。明治19年（1886年）文部省専門学務局第一課長、明治21年（1888年）三重県師範学校校長兼学務課長。明治23年（1890年）2月25日第三高等中学校教諭として京都に移り、7月1日幹事、8月16日舎監兼教授、また庶務主任等を兼ねて漢文を教授し、明治44年（1911年）1月7日病気のため依願退官した。
明治44年（1911年）3月18日鉄道院西部鉄道管理局に配属された後、高知県立第一中学校長に任命され、大正4年（1915年）老齢のため退職、京都に帰った。
晩年は大日本武徳会監事兼常議員、一徳会評議員。昭和2年（1927年）初、脳を病み、家に篭もるようになった。
子の大野徳風は岐阜県吉城郡船津町神岡水電勤務。

## 栄典
- 明治40年（1907年）11月20日 正五位[1]
- 明治42年（1909年）12月25日 勲四等瑞宝章[1]
- 明治44年（1911年）3月20日 従四位[9]

## 著書
- 『下等小学作文階梯』巻之1・同附録、浅井吉兵衛、明治9年（1876年）
- 『小学顆算階梯』、諸葛信澄、明治10年（1877年）
- 工藤一記、佐野安共著『小学勧懲叢談』、菅沼義也、明治12年（1879年）
- 『評註支那時文読本』、大日本図書、明治37年（1904年）
- 『冠註高等支那時文読本』、文求堂、明治38年（1905年）
- 『乗鷹存稿』、大野徳風、昭和3年（1928年）